# Bisdom Chulucanas
Het bisdom Chulucanas (Latijn: Dioecesis Chulucanensis) is een rooms-katholiek bisdom met als zetel Chulucanas, in Peru. Het bisdom is suffragaan aan het aartsbisdom Piura. 

## Geschiedenis
Het bisdom werd opgericht op 4 maart 1964, als de territoriale prelatuur Chulucanas, uit delen van het bisdom Piura, en was suffragaan aan het aartsbisdom Trujillo. Op 30 juni 1966 wisselde het van kerkprovincie en werd suffragaan aan het nieuw verheven aartsbisdom Piura. Op 12 december 1988 werd het verheven tot bisdom. 

## Parochies
Het bisdom had in 2021 een oppervlakte van 13.306 km2 en telde 470.376 inwoners waarvan 85,0% rooms-katholiek was.

## Bisschoppen
- Juan Conway McNabb (4 maart 1964 - 28 oktober 2000)
- Daniel Thomas Turley Murphy (28 oktober 2000 - 2 april 2020; coadjutor sinds 25 mei 1996)
- Cristóbal Bernardo Mejía Corral (2 april 2020 - heden)

Piura (aartsbisdom) · Chachapoyas · Chiclayo · Chota (territoriale prelatuur) · Chulucanas